# دونالد رايلي
دونالد رايلي (بالإنجليزية: Donald Reilly)‏ هو رسام كارتون أمريكي، ولد في 11 نوفمبر 1933 في سكرانتون في الولايات المتحدة، وتوفي في 18 يونيو 2006 بسبب سرطان.